# Kanadische Hockeynationalmannschaft der Damen
Die kanadische Hockeynationalmannschaft der Damen vertritt Kanada in den internationalen Hockeywettbewerben. Ihr erstes Turnier war die Feldhockey-Weltmeisterschaft 1978 in Madrid, dass mit dem fünften Platz für die Kanadierinnen endete. 1979 war Kanada Gastgeber der Weltmeisterschaft, sie endete mit einem 8. Platz (18 Teilnehmer).
Aktuell rangiert Kanada auf Platz 19 der Welt- und Platz 3 der Pan-Amerika-Rangliste.

## Wettbewerbe

### Olympische Spiele
- 1980 – nicht teilgenommen
- 1984 – Platz 5
- 1988 – Platz 6
- 1992 – Platz 7
- 1996 – nicht qualifiziert
- 2000 – nicht qualifiziert
- 2004 – nicht qualifiziert
- 2008 – nicht qualifiziert
- 2012 – nicht qualifiziert
- 2016 – nicht qualifiziert
- 2020 – nicht qualifiziert

## Weltmeisterschaften
- 1978 – Platz 5
- 1981 – Platz 5
- 1983 – Silbermedaille
- 1986 – Bronzemedaille
- 1990 – Platz 10
- 1994 – Platz 10
- 2022 – Platz 16

## Commonwealth Games
- 1998 – Platz 5, in Vorrunde ausgeschieden
- 2002 – Platz 7, in Vorrunde ausgeschieden
- 2006 – Platz 8
- 2010 – Platz 6
- 2014 – Platz 8, in Vorrunde ausgeschieden
- 2018 – Platz 5, in Vorrunde ausgeschieden

## Panamerikanische Spiele
- 1987 – Bronzemedaille
- 1991 – Silbermedaille
- 1995 – Bronzemedaille
- 1999 – Goldmedaille
- 2003 – Platz 5
- 2007 – Platz 5
- 2011 – Platz 4
- 2015 – Bronzemedaille
- 2019 – Silbermedaille

## Pan American Cup
- 2001 – Bronzemedaille
- 2004 – Bronzemedaille
- 2009 – Platz 5
- 2013 – Bronzemedaille
- 2017 – Platz 4

## Champions Trophy
- 1987 – Platz 4
- 1989 – Platz 6
- 1991 bis 2018 nicht teilgenommen –